# Ŏrang
Ŏrang (kor. 어랑군, Ŏrang-gun) – powiat w Korei Północnej, w prowincji Hamgyŏng Północny. W 2008 roku liczył 87 757 mieszkańców. Położony nad Morzem Japońskim (w Korei zwanym Morzem Wschodniokoreańskim). Graniczy z powiatami Kyŏngsŏng i Yŏnsa od północy, Kilju i Myŏnggan od południa oraz Paek’am (prowincja Ryanggang) od zachodu.

## Historia
Przed wyzwoleniem Korei spod okupacji japońskiej tereny należące do powiatu wchodziły w skład powiatu Kyŏngsŏng. W obecnej postaci powiat Ŏrang powstał w grudniu 1952 roku. Został utworzony z należących do powiatu Ŏrang 21 wsi (kor. ri), ponadto z 16 wsi miejscowości (kor. myŏn) Jubuk (również powiat Ŏrang), a także z terenów miejscowości Junam (powiat Kyŏngsŏng) i z jednej wsi będącej częścią miejscowości Tong (powiat Myŏngch'ŏn). Składał się wówczas z jednego miasteczka (Ŏrang-ŭp) i 26 wsi.

## Podział administracyjny powiatu
W skład powiatu wchodzą następujące jednostki administracyjne:
| Nazwa jednostki administracyjnej | Rodzaj jednostki administracyjnej | Chosŏn’gŭl     | Hancha         |
| -------------------------------- | --------------------------------- | -------------- | -------------- |
| Ŏrang-ŭp                         | miasteczko                        | 어랑읍         | 漁郞邑         |
| Ŏtaejin-rodongjagu               | dzielnica pracownicza             | 어대진로동자구 | 漁大津勞動者區 |
| Hoemun-ri                        | wieś                              | 회문리         | 會文里         |
| Ryongp'yŏng-ri                   | wieś                              | 룡평리         | 龍坪里         |
| Mugye-ri                         | wieś                              | 무계리         | 武溪里         |
| Ryanggyŏn-ri                     | wieś                              | 량견리         | 良見里         |
| Sunam-ri                         | wieś                              | 수남리         | 水南里         |
| Jibang-ri                        | wieś                              | 지방리         | 芝坊里         |
| P'algyŏng-ri                     | wieś                              | 팔경대리       | 八景坮里       |
| Ponggang-ri                      | wieś                              | 봉강리         | 鳳岡里         |
| Iŏm-ri                           | wieś                              | 이엄리         | 二奄里         |
| Soyo-ri                          | wieś                              | 소요리         | 所要里         |
| Pup'yŏng-ri                      | wieś                              | 부평리         | 富坪里         |
| Puam-ri                          | wieś                              | 부암리         | 富岩里         |
| Ryongjŏn-ri                      | wieś                              | 룡전리         | 龍田里         |
| Ihyang-ri                        | wieś                              | 이향리         | 二鄕里         |
| Samhyang-ri                      | wieś                              | 삼향리         | 三鄕里         |
| Ch'ilhyang-ri                    | wieś                              | 칠향리         | 七鄕里         |
| Hwaryong-ri                      | wieś                              | 화룡리         | 花龍里         |
| Ryongyŏn-ri                      | wieś                              | 룡연리         | 龍淵里         |
| Tunam-ri                         | wieś                              | 두남리         | 斗南里         |
| Ungok-ri                         | wieś                              | 운곡리         | 雲谷里         |